# Les Vernex II

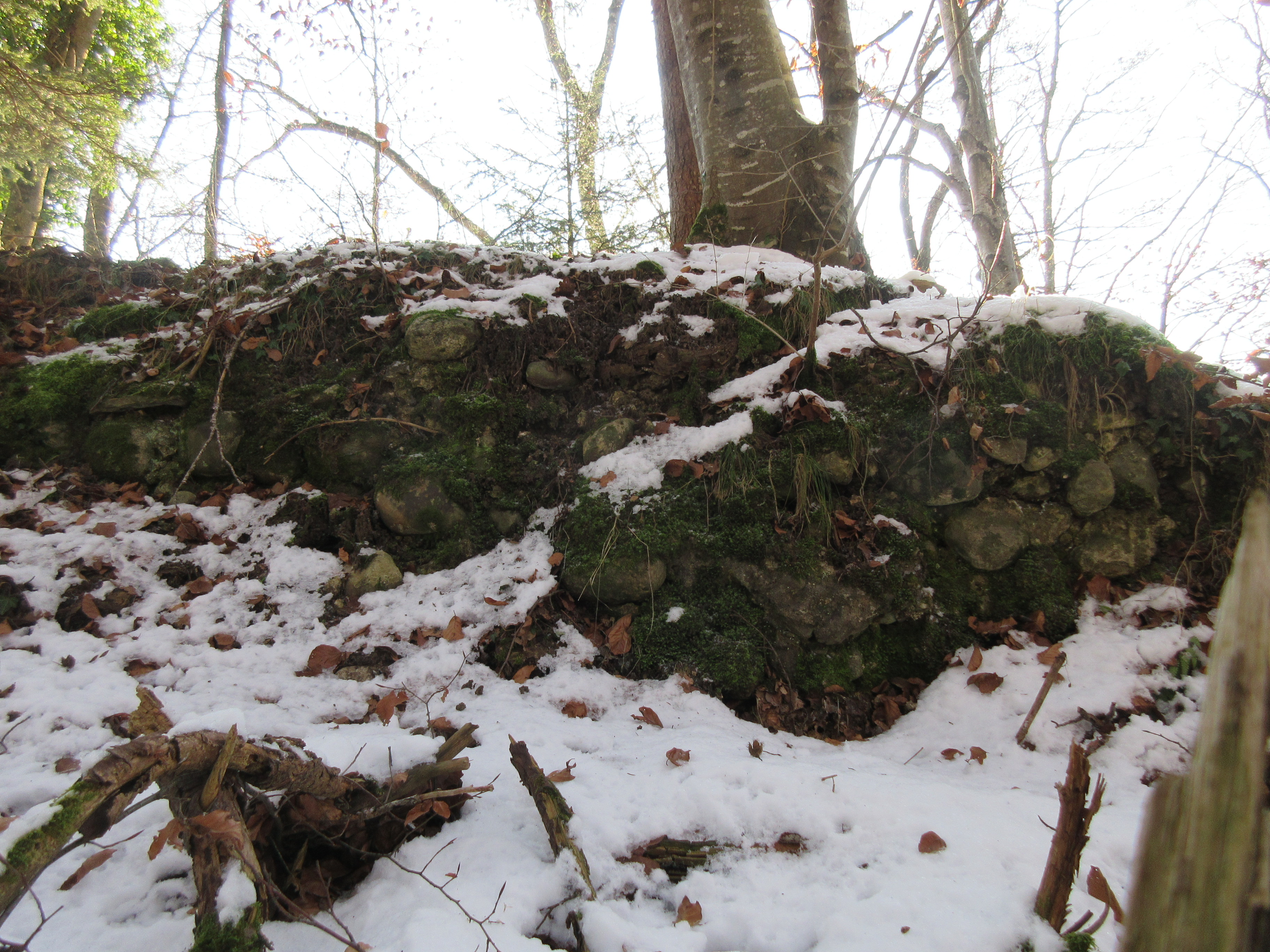
Mauerreste südlich auf dem Burghügel (Januar 2021).

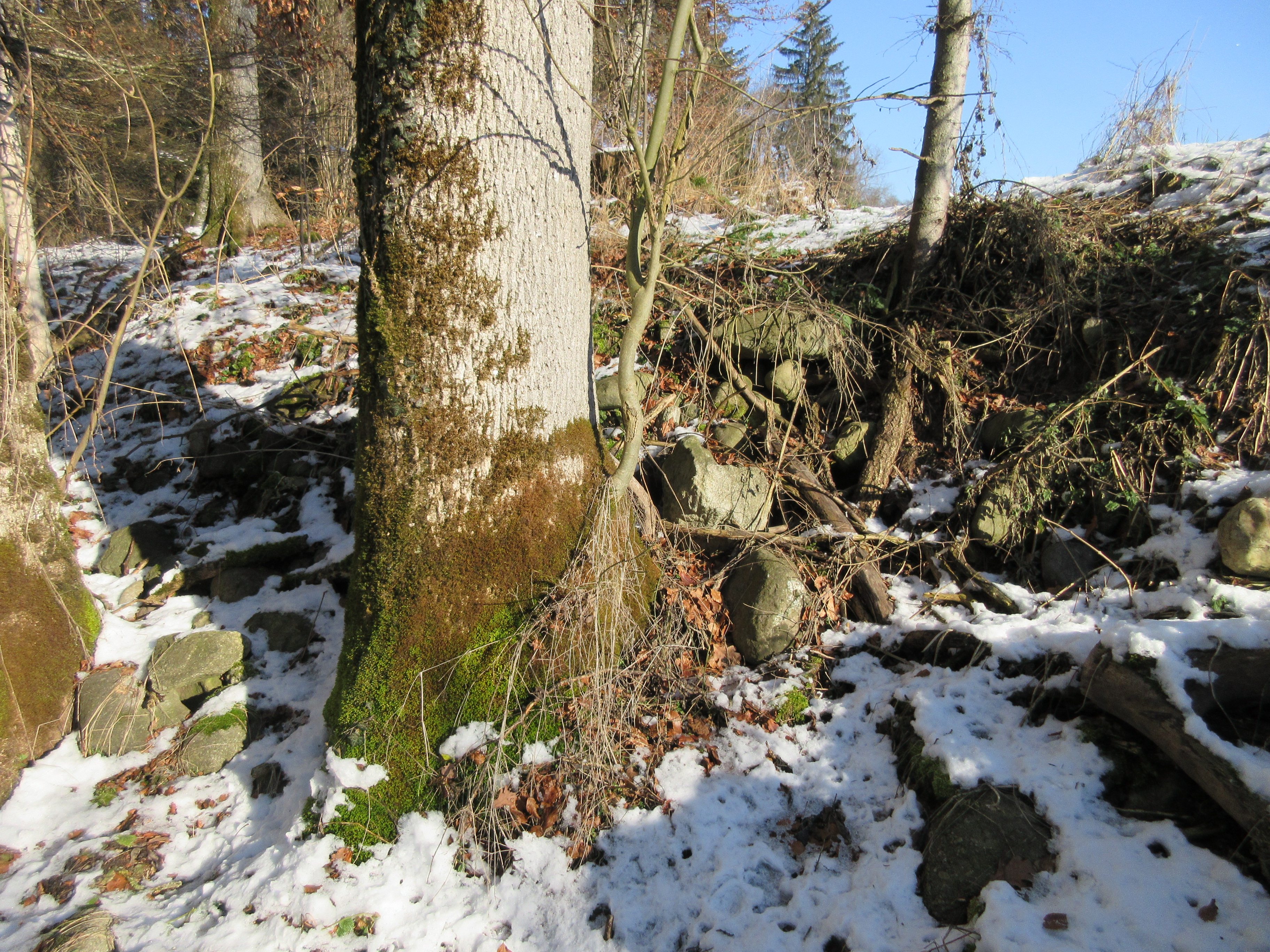
Steinhaufen entlang der Gräben (Januar 2021).

Les Vernex II (auch Le Verney II) bezeichnet eine der zwei Burgstellen bei Autigny (Kanton Freiburg, Schweiz), welche zwischen dem Fluss Glâne und dem Bach La Longivue liegen. Bei Vernex II verbleiben noch Reste von Gräben, Erdwällen und einer Mauer. Vermutlich ist die Stelle ähnlich alt wie die 150 Meter südlich gelegene Les Vernex I, welche wohl schon in der Hallstattzeit genutzt wurde. Die Burg selber wurde vermutlich später (12. Jahrhundert) angelegt. Anhäufungen großer Steine entlang der Gräben belegen die Ehemalige Existenz einer beachtlichen Anlage.